# Christoph Friedrich Parrot
Christoph Friedrich Parrot (* 28. Juli 1751 in Mömpelgard; † 28. Februar 1812 in Esslingen) war ein deutscher Verwaltungsbeamter.

## Leben
Parrot studierte von 1767 bis 1771 an der Universität Tübingen, war dann zunächst als Hauslehrer bei verschiedenen Adelsfamilien beschäftigt und setzte seine Studien, die er mit der Promotion abschloss, von 1776 bis 1779 an der Universität Erlangen fort. 1779 wurde er Regierungskanzleirat in Obersontheim und 1782 Professor der Mathematik und Kameralwissenschaften in Erlangen. Von 1801 bis 1802 war er Geheimer Sekretär mit Titel und Rang eines Regierungsrats in Stuttgart. 1802 wurde er Stabsamtmann in Schmiedelfeld, 1809 Oberamtmann des Oberamts Marbach, 1810 Oberamtmann des Oberamts Hornberg.